# Richard von Weizsäcker
Richard Karl svobodný pán von Weizsäcker (15. dubna 1920 Stuttgart – 31. ledna 2015 Berlín) byl německý diplomat a politik (CDU), v letech 1981–1984 byl primátorem západního Berlína a v letech 1984–1994 6. prezidentem Spolkové republiky Německo.

## Život a politická kariéra
Narodil se v rodině diplomata Ernsta von Weizsäckera a Marianny von Weizsäcker (dcery královského generálního adjutanta Fritze von Graevenitz) a s rodiči pobýval v Basileji, v Kodani, v Oslu, v Bernu a od roku 1936 v Berlíně. Po maturitě v roce 1937 studoval filosofii a historii v Oxfordu a v Grenoblu. Po válce, během níž byl několikrát raněn, vystudoval práva a historii na univerzitě v Göttingenu, pracoval jako advokát a podnikový právník, později v představenstvu velkých firem. Roku 1953 se oženil s M. von Kretschmann, s níž měl čtyři děti.
Po studiu pracoval Weizsäcker od roku 1947 do začátku 1949 jako asistent právního zástupce/advokáta, který byl obhájcem jeho otce. Během Norimberského procesu s válečnými zločinci byl tak zvaným pomocným obhájcem svého otce, který byl odsouzen k sedmi – později k pěti letům vazby.
Od roku 1954 byl Weizsäcker členem CDU, v letech 1969 až 1981 poslancem německého spolkového parlamentu (Bundestag), v letech 1979 až 1981 jeho místopředsedou. V roce 1974 poprvé kandidoval na úřad spolkového prezidenta a v letech 1979 až 1983 byl primátorem města Berlína. 23. května 1984 byl zvolen spolkovým prezidentem a 21. května 1989 potvrzen na další volební období. Po svém zvolení pozastavil své členství v CDU a ani po skončení svého mandátu je neobnovil. Naopak v roce 1992 ostře kritizoval německé politické strany, že mají přílišný vliv, osobují si téměř ústavní pravomoci a přitom nepodléhají žádné kontrole.
Jako spolkový prezident se podílel na sjednocení Německa a zejména na urovnání vztahů se sousedními zeměmi. V letech 1990 a 1991 navštívil na pozvání prezidenta Václava Havla také Československo a 15. března 1990 se v Praze omluvil za okupaci našich zemí. Richard von Weizsäcker byl vynikající řečník a některé jeho projevy (např. ke 40. výročí konce druhé světové války 8. května 1985) byly právem proslulé.
V letech 1964 až 1970 a 1979 až 1981 předsedal Weizsäcker sněmům německé evangelické církve (EKD), v letech 1967 až 1984 byl členem synody a rady této církve. Kromě toho byl členem správních rad a kuratorií řady nadací, iniciativy „Dát Evropě duši“ a byl čestným členem Římského klubu (pozor na záměnu – člen Římského klubu je jeho synovec, Ernst U. von Weizsäcker). Byl držitelem 15 čestných doktorátů (1996 na Karlově univerzitě v Praze), mnoha vyznamenání a čestných titulů (např. Nansenovy ceny).

### Vražda syna
V roce 2019 byl během své veřejné přednášky ubodán Weizsäckerův syn, lékař Fritz von Weizsäcker. Motivem psychicky narušeného útočníka byla zřejmě prezidentova politická minulost. Rodině se chtěl pomstít za to, že Richard von Weizsäcker v 60. letech působil v koncernu Boehringer Ingelheim, který dodal část chemikálií užitých Spojenými státy ve vietnamské válce.

## Vyznamenání
- Železný kříž II. třídy – Třetí říše, 1941
- Železný kříž I. třídy – Třetí říše, 1944
- velkokříž Záslužného řádu Spolkové republiky Německo – Německo, 1975
- velkokříž speciální třídy Záslužného řádu Spolkové republiky Německo – Německo, 1984
- velkokříž s řetězem Řádu bílé růže – Finsko, 1985[3]
- velkokříž Řádu svatého Olafa – Norsko, 1986
- velkokříž s řetězem Řádu Karla III. – Španělsko, 21. února 1986[4]
- velkokříž s řetězem Řádu zásluh o Italskou republiku – Itálie, 24. dubna 1986[5]
- velkodůstojník Řádu Quetzala – Guatemala, 1987[6]
- Řád Antonia José de Irisarri – Guatemala, 1987
- čestný člen Řádu říšské koruny – Malajsie, 1987[7]
- rytíř Nassavského domácího řádu zlatého lva – Lucembursko, 1988[8]
- Řád Serafínů – Švédsko, 16. května 1988[9][10]
- velkokříž s řetězem Řádu islandského sokola – Island, 4. července 1988
- rytíř Řádu slona – Dánsko, 25. dubna 1989[11]
- velkokříž s řetězem Řádu prince Jindřicha – Portugalsko, 19. června 1989[12]
- Královský Viktoriin řetěz – Spojené království, 1992
- Národní řád za zásluhy – Malta, 22. října 1990[13]
- velkokříž Řádu za zásluhy Polské republiky – Polsko, 1994[14]
- velkokříž Záslužného řádu Maďarské republiky – Maďarsko, 1995
- Řád za zásluhy Bádenska-Württemberska – Bádensko-Württembersko, 29. dubna 1995
- Řád Bílého lva I. třídy – Česko, 2003[15]
- velkokříž Řádu nizozemského lva – Nizozemsko
- čestný rytíř velkokříže Řádu lázně – Spojené království[16][17]

## Citáty
- „Schopnosti, jaké vyžaduje vysoký úřad, jsou jiného druhu než ty, kterých je třeba, aby se k němu člověk dostal. Jak často se stane, že by měl kandidát obojí?“
- „Přítel rozhovoru je také přítelem míru, který lze založit jen na rozhovoru mezi lidmi.“
- „Kdo zavírá oči před minulostí, je slepý pro přítomnost.“
- „Mladí nejsou odpovědní za to, co se tenkrát stalo. Jsou však odpovědní za to, co se z toho v dějinách stane.“ (Řeč 8. května 1985 v Bundestagu)
- „Byl jsem a stále jsem přesvědčen, že dobrý Evropan nemusí být špatný vlastenec.“ (Řeč před britským parlamentem 1986)
- „Vlastenectví znamená mít rád vlastní; nacionalismus znamená nenávidět ty ostatní.“

## Fotogalerie

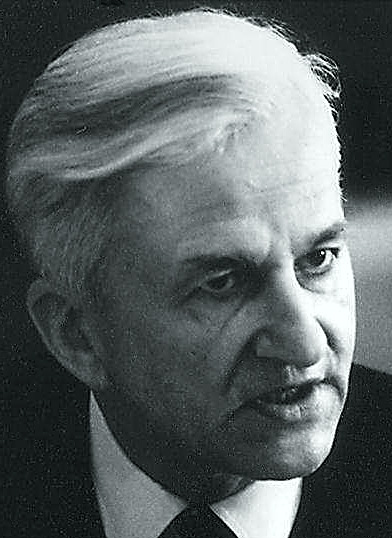
Richard von Weizsäcker (1981)
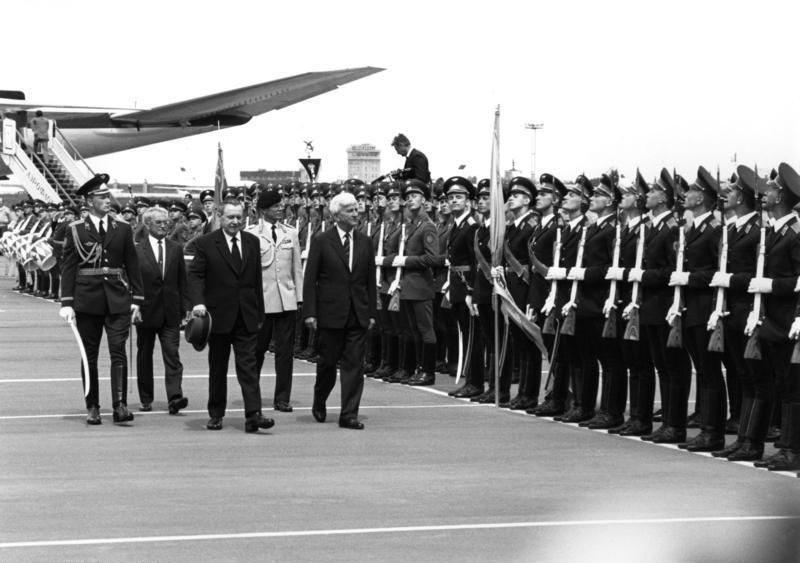
Na oficiální návštěvě SSSR (1987)
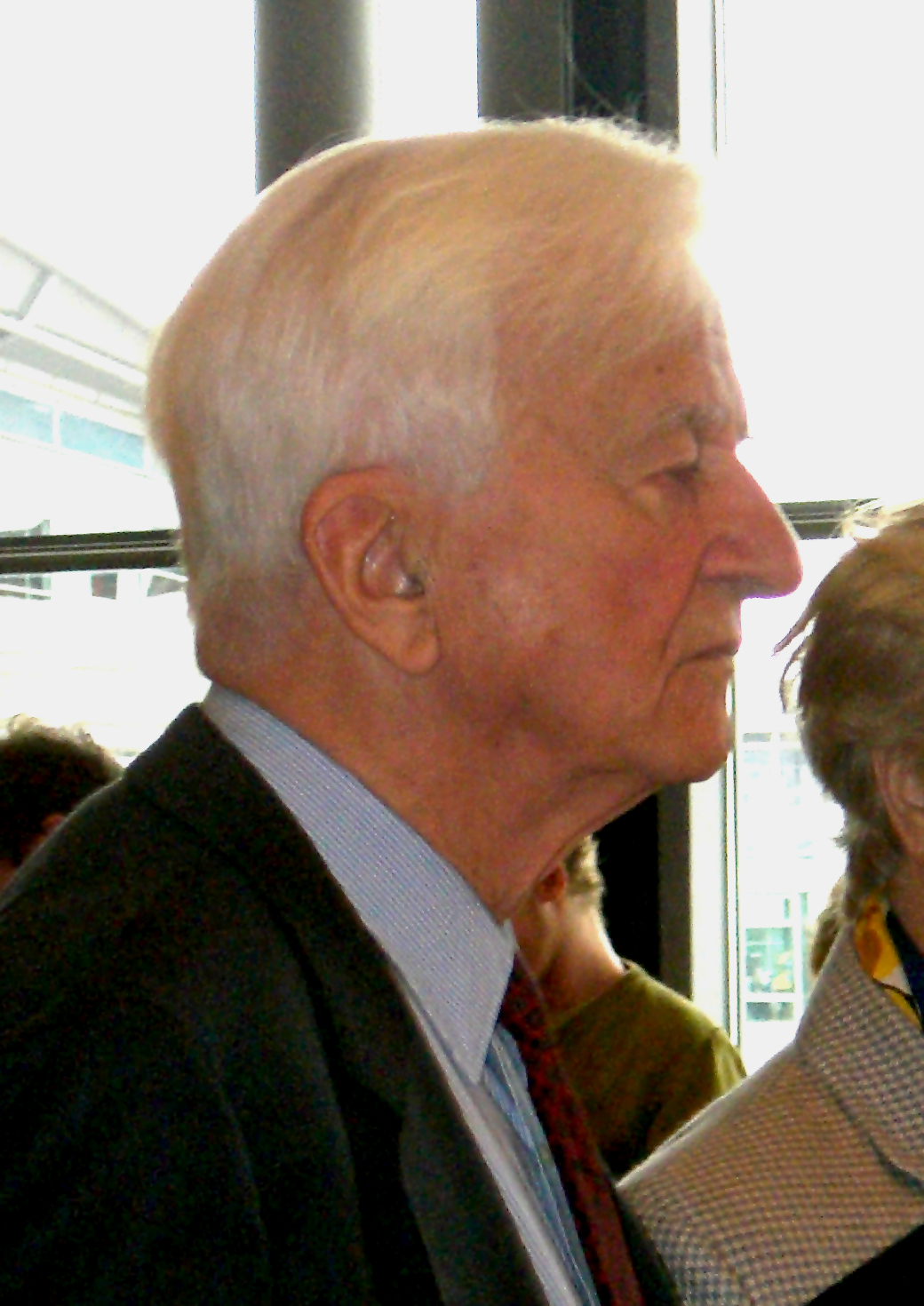
Richard von Weizsäcker (2006)
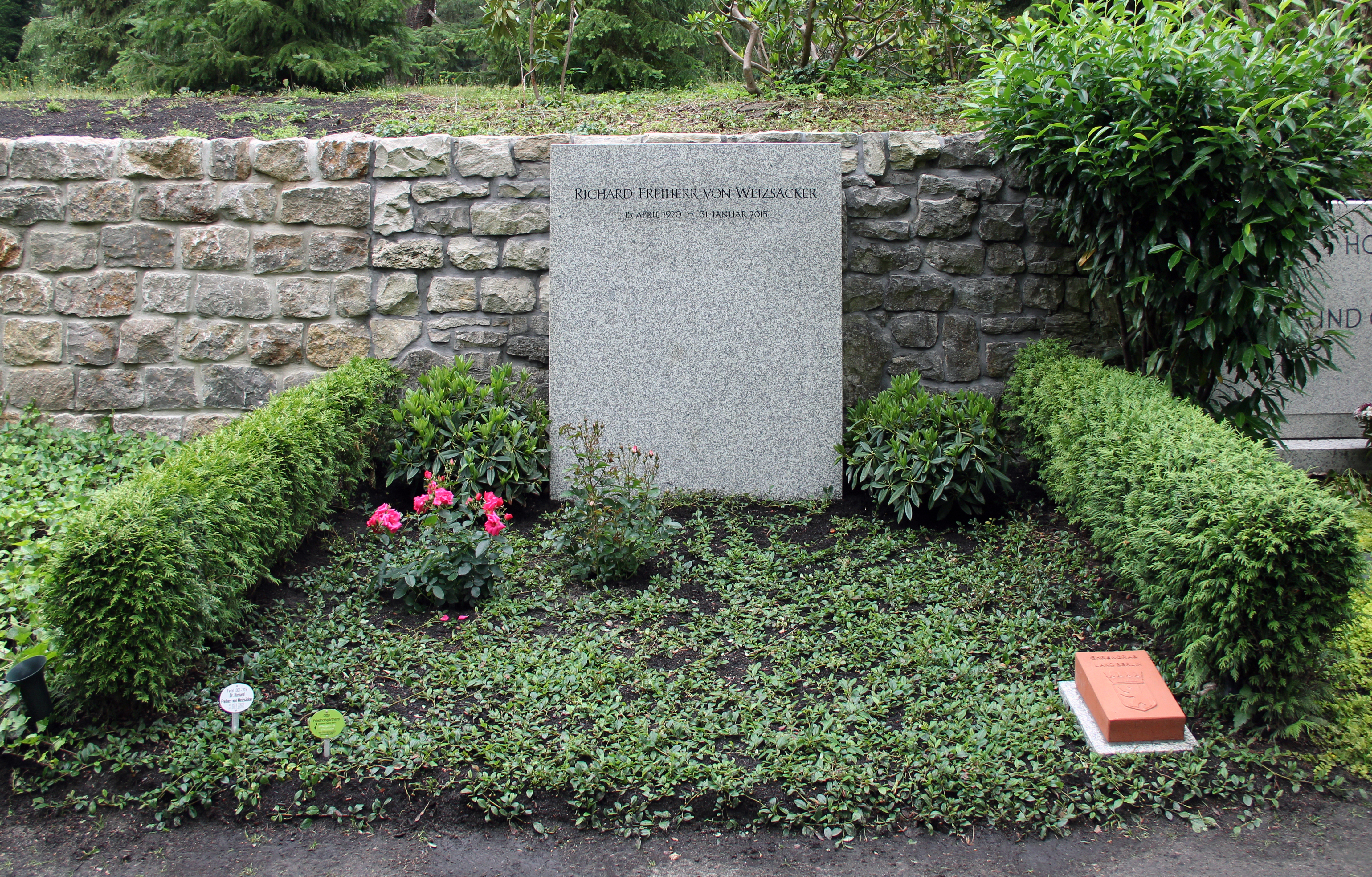
Jeho hrob v Berlíně (Waldfriedhof Dahlem, Hüttenweg 47)
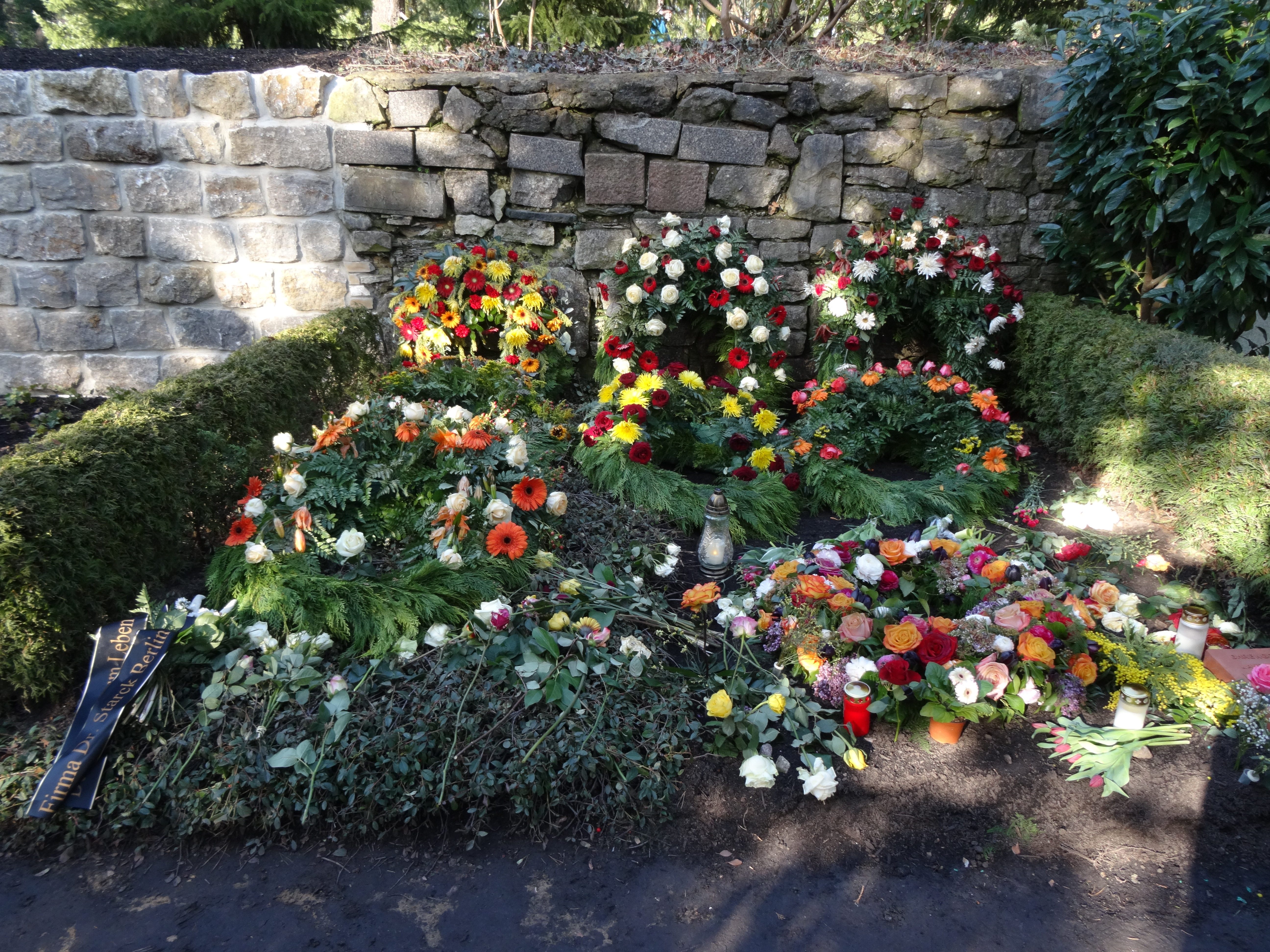
Jeho hrob v Berlíně (Waldfriedhof Dahlem, Hüttenweg 47)